# Odynerus clypealis
Odynerus clypealis är en stekelart som beskrevs av Thomson 1870. Odynerus clypealis ingår i släktet lergetingar, och familjen Eumenidae. Inga underarter finns listade i Catalogue of Life.